# Gösta Magnusson
Klas Gösta Natanael Magnusson (Örebro, 13 settembre 1915 – Örebro, 25 novembre 1948) è stato un sollevatore svedese.